# Миазы
Миа́зы (лат. myasis от др.-греч. μυῖα — «муха» + «-иаз») — паразитарные болезни из группы энтомозов, вызванные личинками мух в тканях и полостях организма человека и животных (в том числе домашних и сельскохозяйственных). Нозология относится к группе забытых (пренебрегаемых) болезней.

## История изучения
Термин «миаз» был предложен в 1840 году священником Фредериком Уильямом Хоупом (Frederick William Hope), чтобы именовать болезни, которые вызывают личинки двукрылых — в противоположность болезням, вызванным личинками других насекомых (для которых использовался термин «сколециаз»), хотя ещё Амбруаз Паре, придворный хирург при французских королях Генрихе II, Франциске II, Карле IX и Генрихе III, заметил, что личинки часто наполняли открытые раны.

## Пути заражения

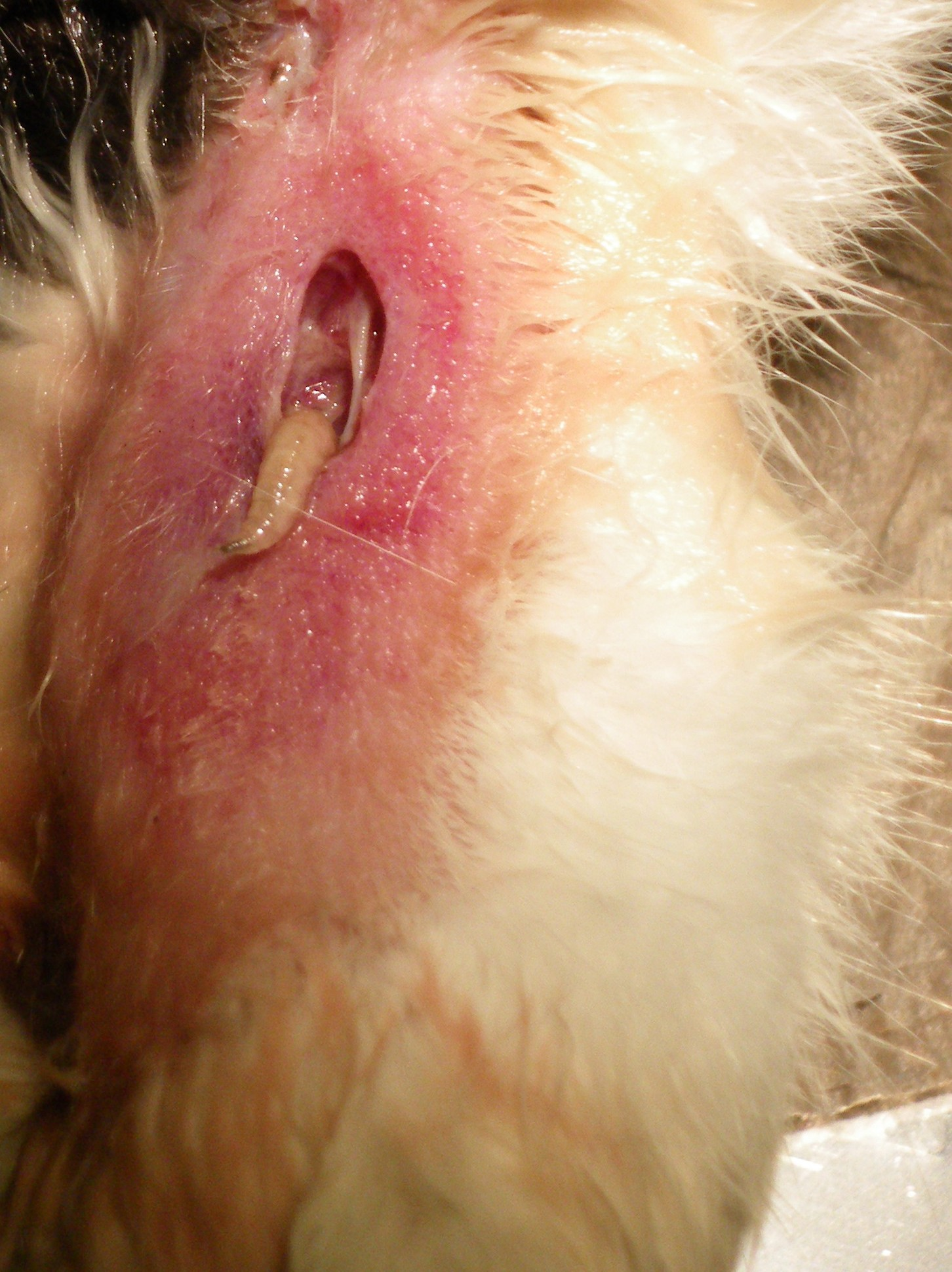
Миаз у кота.

Мухи, чаще всего оводы, могут откладывать яйца и личинки на тело человека. Личинки могут проникнуть на человека с земли, комаров, белья и т. д.
Проглоченные яйца мух, если не гибнут, всасываются в кровь и разносятся по организму, проникая в мозг, сердце и т. д. (в очень редких случаях), или (чаще) вызывают кишечный миаз.

## Классификация
Миазы делятся на случайные, факультативные и облигатные. По месту паразитирования делятся на тканевые и полостные.
Случайные миазы вызывают личинки тех видов мух, которые в норме развиваются в гниющих веществах. В организм человека они попадают случайно. Мухи откладывают яйца на продукты питания, бельё и т. п. Вышедшие из яиц личинки могут быть проглочены вместе с пищей. С загрязнённого белья личинки могут заползти в уретру. В результате развиваются случайные полостные миазы (кишечные и мочеполовые).

### Кишечный миаз
При пониженной кислотности и аэрофагии проглоченные с пищей личинки развиваются в кишечнике человека. Однако чаще они погибают через несколько дней и выводятся наружу при рвоте или с экскрементами. Кишечные миазы вызывают личинки многих видов мух, в том числе комнатная муха (Musca domestica), домовая муха (Muscina stabulans), малая комнатная муха (Fannia canicularis), синяя мясная муха (Calliphora vicina), зелёная мясная муха (Lucilia sericata), сырная муха (Piophila casei), дрозофилы (сем. Drosophilidae) и т. д.
Тяжёлые кишечные миазы вызывают личинки сырной мухи и дрозофилы.
При кишечных миазах болезнь обычно протекает остро, при повторных заражениях может принять затяжное течение. В США чаще всего такое заражение бывает обусловлено мухами рода Tubifera tenax. Инвазия личинок в слизистую оболочку кишечника может развиться и при заражении мухами рода Sarcophaga.
Наблюдаются раздражение слизистых оболочек кишечника и их воспаление, сопровождающееся болями в животе, иногда в заднем проходе, тенезмами, поносом, исхуданием. Возможна рвота, при которой личинки выходят с рвотными массами. В фекалиях также выявляются личинки, что служит основанием для постановки диагноза. Длина взрослых личинок — 1—1,5 см и более.
Лечение: назначение противонематодозных средств (мебендазол и др.)

### Мочеполовой миаз
Как сказано выше, обусловлен вползанием личинок мух с белья в уретру.
Уринарные миазы могут быть вызваны личинками Fannia canicularis, Musca domestica и т. д. Паразитирование личинок в уретре вызывает боли, иногда задержку мочеиспускания. Лечение — промывание уретры для удаления личинок.

## Типы миазов
В зависимости от поражённого органа или ткани, различают кожные, мочеполовые (уринарные), кишечные миазы, назальный (носовой) миаз, отомиаз (ушной миаз), офтальмомиаз (глазной миаз).
Офтальмомиазы — тяжёлые поражения глаз, вызываемые личинками оводов и вольфартовой мухи. Личинки, задерживаясь в толще конъюнктивы, способствуют развитию хронического конъюнктивита, они могут проникать сквозь лимб в переднюю камеру, в стекловидное тело, приводя к тяжёлому иридоциклиту. Процесс может закончиться потерей глаза.

## Заболевания
Вольфартиоз — инвазионная болезнь животных и человека, вызываемая личинкой вольфартовой мухи при развитии её в ранах, мацерированной коже или на слизистых оболочках естественных отверстий. Вольфартова муха (Wohlfahrtia magnifica) распространена в умеренном и жарком климате. Тело мухи светло-серого цвета имеет длину 9—13 мм. Взрослые мухи обитают на полях и питаются нектаром растений. Самки мух отрождают от 120 до 150 личинок в открытые полости (нос, глаза, уши), на раны и язвы на теле животных, иногда — человека (во время сна под открытым небом). Личинки у человека живут в ушах, носу, лобных пазухах, глазах. Быстро внедрившись в ткани, личинки разрушают их до костей механически и с помощью выделяемых ферментов. Паразитирование личинок сопровождается сильной болью, вызывает некроз тканей и гангренозные процессы. Спустя 5—7 дней личинки выпадают в почву и окукливаются. Через 11—23 дня в почве из куколки развивается взрослое насекомое. Прокладывая ходы в тканях, личинки не только вызывают болезненные ощущения — повреждённые участки распухают и гноятся, ткани частично отмирают, из носа начинается кровотечение. Миазы очень болезненны и часто заканчиваются смертью. После удаления личинок все эти явления проходят. За один раз вольфартова муха может отложить 120—160 шт. личинок, личинки длиной до 1 мм. Самки живут 8—29 дней.
Гастрофилёз (gastrophilosis) — разновидность Larva migrans, возбудителем которой является личинка овода (Gastrophilus equi), паразитирующая в желудке и кишечнике лошадей. Личинки желудочного овода мигрируют в эпидермисе кожи, проделывая за сутки ход длиной от 7—8 до 30 см.
Оводовые (Gasterophilidae) откладывают личинки под кожу млекопитающих, в том числе и человека. В Центральной и Южной Америке обитает человеческий кожный овод, который откладывает яйца на москитов. Когда москит садится на покровы тела человека, личинки кожного овода «вбуравливаются» в кожу. С током крови они могут путешествовать по всему телу и даже проникать в мозг сквозь гемато-энцефалический барьер. Поражая жизненно важные участки мозга, личинки овода могут привести к смерти.
Гиподерматоз вызывают у человека оводы лошадей или крупного рогатого скота (Hypoderma bovis, Hypoderma lineatum). Болезнь характеризуется синдромом блуждающей личинки — паразитирование возбудителей в коже человека (см. larva migrans). Личинки мигрируют в подкожной клетчатке. Передвигаются личинки быстро — до 12 см за 12 часов, обычно в направлении верхней части туловища и головы, где появляется отёчность, уплотнение красновато-синюшного цвета, сопровождающееся болезненностью, исчезающие через несколько дней, чтобы возникнуть вновь по ходу миграции.
Личинки сырной мухи (Piophila casei) попадают в кишечник вместе с заражёнными ими продуктами, где личинки долгое время сохраняют жизнеспособность и становятся причиной образования язв кишечной стенки. Симптомы при этом напоминают тиф.
Дерматобиаз (dermatobiasis) — южноамериканский тропический миаз, вызываемый личинкой овода (Dermatobia hominis), характеризующийся образованием в коже абсцедирующего узла вокруг внедрившегося возбудителя. Дерматобиаз характеризуется опухолевидным воспалением и подкожными абсцессами с фистулезными отверстиями на поверхности.
Кордилобиоз (m. africana; син. Миаз африканский) — тропический миаз, вызываемый личинкой мухи Cordylobia anthropophaga и характеризующийся образованием в коже абсцедирующего узла вокруг внедрившегося возбудителя. Часто у детей образуются фурункулоподобные узлы и язвы, абсцессы.
Мясные мухи некоторых видов могут откладывать яица на неповреждённую кожу, в раны, в уши или в нос. После вылупливания личинки проникают в ткани и развиваются в них в течение 2—3 недель. Затем зрелые личинки, достигшие 1—2 см в длину, падают на землю и окукливаются. Иногда они проникают глубоко в ткани, включая глаза, околоносовые пазухи и череп, где вызывают деструктивные повреждения; что сопровождается появлением дурного запаха. Нередко присоединяется бактериальная инфекция. В Индии и Африке эти мухи обычно принадлежат к роду Chrysomyia, а в Западном полушарии — к роду Callitroga spp. Случаи заболевания у человека в США часто совпадают по времени с эпизоотиями, вызванными мясной мухой. Было установлено, что серые мясные мухи семейства Sarcophagidae также вызывали миаз глубоких тканей в США и в других регионах. Лечение хирургическое — удаление личинок, лечение вторичной инфекции.

## Заражение
Самки мух откладывают яйца в глаза, уши, нос, раны людей либо вводят их подкожно. Реже наблюдается висцеральное поражение, обусловленное случайным заглатыванием личинок. Например: представители рода Gasterophilus, Hypoderma, Dermatobia и Cordylobia поражают кожу; Fannia поражают желудочно-кишечный тракт и мочевую систему; Phonnia и Wohlfahrtia могут заражать открытые раны и язвы; Oestrus поражают глаза; Cochliomyia проникают в носовые ходы и осуществляют их инвазию.

## Поражение человека
Основным возбудителем является муха-тумбу (Cordylobia anthropophaga). На территории России частыми возбудителями миаза у человека являются вольфартова муха (Wohlfahrtia magnifica) и различные оводы, чаще овечий овод (Oestrus ovis).
Есть три главных группы мух, которые могут вызывать миазы у человека:
- Семейство каллифорид (Calliphoridae)
- Надсемейство Oestroidea — главным образом, семейство оводов (Gasterophilidae)
- Семейство серых мясных мух (Sarcophagidae)

Другие группы, которые, хотя и реже, тоже могут вызывать миазы:
- Семейство разноножек (Anisopodidae)
- Семейство сырных мух (Piophilidae)
- Семейство львинок (Stratiomyidae)
- Семейство журчалок (Syrphidae)

Виды мух, личинкам которых необходим носитель:
- Dermatobia hominis
- Cordylobia anthropophaga
- Oestrus ovis
- Hypoderma sp.
- Gasterophilus sp.
- Cochliomyia hominivorax
- Chrysomya bezziana
- Auchmeromyia senegalensis
- Cuterebra sp.

## Лечение
При подкожных поражениях возможно консервативное лечение. В других случаях личинок удаляют хирургическим путём с обязательной хирургической обработкой раны.